# Hannō

Hannō (飯能市 Hannō-shi?) este un municipiu din Japonia, prefectura Saitama.